# Kevin Fajardo
Kevin Fajardo Martínez (Guápiles, Pococí, 5 de septiembre de 1989) es un futbolista costarricense. Juega de defensa y su equipo actual es la Asociación Deportiva Cariari Pococí de la Segunda División de Costa Rica.

## Selección nacional
Debutó con Selección de Costa Rica el 11 de agosto de 2011 en un amistoso ante la Selección de Ecuador en el estadio Ricardo Saprissa.
En ese partido ingresó de cambio al minuto 73 por Porfirio López.

## Clubes
| Club                            | País       | Año         |
| ------------------------------- | ---------- | ----------- |
| Santos de Guápiles              | Costa Rica | 2012 - 2015 |
| Cobán Imperial                  | Guatemala  | 2015        |
| Club Sport Cartaginés           | Costa Rica | 2016-2017   |
| Carmelita                       | Costa Rica | 2018        |
| Club Sport Cartaginés           | Costa Rica | 2018        |
| Municipal Grecia                | Costa Rica | 2018-2019   |
| Jiracal Sercoba                 | Costa Rica | 2020-2022   |
| Asociación Deportiva San Carlos | Costa Rica | 2022        |
| Sporting Football Club          | Costa Rica | 2023        |
| Municipal Pérez Zeledón         | Costa Rica | 2024-2025   |